# Rhita Mahouvet
Rhita Mahouvet ist eine ehemalige kamerunische Leichtathletin, die sich auf den Sprint spezialisiert hatte.

## Sportliche Laufbahn
Erste internationale Erfahrungen sammelte Rhita Mahouvet vermutlich im Jahr 1965, als sie bei den Afrikaspielen in Brazzaville mit der kamerunischen 4-mal-100-Meter-Staffel in 49,2 s gemeinsam mit Marguerite Handy, Bernardette Osogo und Agnes Lembe die Bronzemedaille hinter den Teams aus Nigeria und Ghana gewann.